# Jackson Rowe
Jackson Rowe (Toronto, 4 gennaio 1997) è un cestista canadese.

## Carriera
Dopo aver trascorso la carriera universitaria con i Fullerton Titans, il 28 maggio 2020 firma il primo contratto professionistico con il Roanne, terminando tuttavia la stagione anzitempo a causa di un infortunio al ginocchio. Il 17 luglio 2021 passa ai Norrköping Dolphins, con cui vince il campionato svedese. Dopo aver disputato la CEBL con gli Ottawa Blackjacks, il 4 luglio 2022 si trasferisce al Bayreuth.

## Statistiche

### College
| Anno      | Squadra          | PG  | PT  | MP   | TC%  | 3P%  | TL%  | RP  | AP  | PRP | SP  | PP   |
| --------- | ---------------- | --- | --- | ---- | ---- | ---- | ---- | --- | --- | --- | --- | ---- |
| 2016-2017 | Fullerton Titans | 27  | 26  | 29,6 | 54,6 | 34,1 | 70,7 | 7,2 | 1,9 | 0,6 | 0,8 | 10,4 |
| 2017-2018 | Fullerton Titans | 31  | 31  | 30,0 | 58,1 | 41,4 | 77,7 | 6,7 | 1,6 | 0,9 | 1,0 | 12,1 |
| 2018-2019 | Fullerton Titans | 33  | 31  | 31,1 | 54,1 | 30,4 | 67,4 | 7,9 | 1,8 | 0,6 | 1,1 | 11,3 |
| 2019-2020 | Fullerton Titans | 20  | 19  | 31,0 | 46,7 | 40,7 | 67,8 | 7,4 | 1,9 | 1,1 | 1,3 | 15,6 |
| Carriera  | Carriera         | 111 | 107 | 30,4 | 53,5 | 37,4 | 70,9 | 7,3 | 1,8 | 0,8 | 1,0 | 12,1 |

### NBA

#### Regular Season
| Anno      | Squadra       | PG | PT | MP  | TC%  | 3P%  | TL%  | RP  | AP  | PRP | SP  | PP  |
| --------- | ------------- | -- | -- | --- | ---- | ---- | ---- | --- | --- | --- | --- | --- |
| 2024-2025 | G.S. Warriors | 6  | 0  | 8,7 | 47,1 | 30,0 | 50,0 | 1,8 | 0,7 | 0,7 | 0,0 | 3,7 |
| Carriera  | Carriera      | 6  | 0  | 8,7 | 47,1 | 30,0 | 50,0 | 1,8 | 0,7 | 0,7 | 0,0 | 3,7 |

### G League
| Anno      | Squadra       | PG | PT | MP   | TC%  | 3P%  | TL%  | RP  | AP  | PRP | SP  | PP   |
| --------- | ------------- | -- | -- | ---- | ---- | ---- | ---- | --- | --- | --- | --- | ---- |
| 2023-2024 | S.C. Warriors | 47 | 19 | 28,2 | 51,2 | 39,3 | 80,5 | 6,3 | 2,2 | 1,1 | 1,2 | 12,4 |
| 2024-2025 | S.C. Warriors | 36 | 36 | 33,0 | 51,5 | 39,1 | 68,7 | 7,9 | 2,8 | 1,3 | 0,7 | 16,3 |
| Carriera  | Carriera      | 83 | 55 | 30,2 | 51,3 | 39,2 | 72,6 | 7,0 | 2,5 | 1,2 | 1,0 | 14,1 |

## Palmarès
- Campionato svedese: 1

Norrköping Dolphins: 2021-2022